# Glischropus tylopus
Glischropus tylopus (Dobson, 1875) è un pipistrello della famiglia dei Vespertilionidi diffuso nell'Ecozona orientale.

## Descrizione

### Dimensioni
Pipistrello di piccole dimensioni, con la lunghezza della testa e del corpo tra 39 e 48 mm, la lunghezza dell'avambraccio tra 29 e 35,7 mm, la lunghezza della coda tra 37 e 43 mm, la lunghezza del piede di 6,5 mm, la lunghezza delle orecchie tra 9,6 e 12,5 mm e un peso fino a 5,5 g.

### Aspetto
La pelliccia è lunga ed arruffata. Le parti dorsali sono marroni scure, con una banda giallo-grigiastra sulle spalle e delle sottili strisce bianche lungo i fianchi lungo l'attaccatura delle ali, mentre le parti ventrali sono giallo-brunastre chiare. Il muso è largo, con due grandi masse ghiandolari su ogni lato. Le orecchie sono triangolari, ben separate tra loro, con l'estremità arrotondata e con un lobo alla base che si estende in avanti fino all'angolo posteriore della bocca. Il trago è corto, con il bordo anteriore concavo, quello posteriore leggermente convesso e con la punta arrotondata. Le ali sono attaccate posteriormente alla base delle dita dei piedi. La punta della lunga coda si estende leggermente oltre l'ampio uropatagio. Sono presenti dei cuscinetti callosi rosati o biancastri alla base del lungo pollice e sulla pianta dei piedi. Il calcar è carenato.

## Biologia

### Comportamento
Si rifugia frequentemente all'interno delle canne di bambù, talvolta tra foglie di giovani banani arrotolate e fessure rocciose. L'attività predatoria ha dei picchi dopo il tramonto e prima dell'alba. Il volo viene effettuato abbastanza in alto.

### Alimentazione
Si nutre di insetti.

## Distribuzione e habitat
Questa specie è diffusa in Indocina, Sumatra, Borneo, l'isola filippina di Palawan e su Bacan, nelle Isole Molucche settentrionali.

## Tassonomia
Sono state riconosciute 2 sottospecie:
- G.t.tylopus: Penisola malese, Sumatra settentrionale, Borneo, Palawan;
- G.t.batjanus (Matschie, 1901): Bacan.

Gli esemplari dell'Indocina sono attualmente considerati come appartenenti alla specie recentemente descritta G.bucephalus

## Conservazione
La IUCN Red List, considerato il vasto areale e la popolazione presumibilmente numerosa, classifica G.tylopus come specie a rischio minimo (Least Concern)).